# Sporting Clube de Portugal B
Maillots
Actualités
Le Sporting Clube de Portugal B constitue l'équipe de réserve de football du Sporting CP.
Créé le 1er juillet 1906, le principe des équipes réserves avait été abandonné au Portugal puis a fait son grand retour pour la saison 2012-2013, et le Sporting a décidé d'être l'une des six équipes de première division à disposer d'une équipe B en D2 portugaise.
Après sa relégation en troisième division portugaise en 2018, le club décide de supprimer cette section, préférant se consacrer au nouveau championnat portugais des moins de 23 ans.

## Historique

### Le retour des équipes B (2012-2013)
Pour le retour de son équipe B, le Sporting choisit comme entraîneur un joueur historique du club, Oceano, qui a évolué au milieu du terrain du club lisboète entre 1982 et 1990, puis entre 1994 et 1998. Promu entraîneur intérimaire de l'équipe A, puis entraîneur adjoint, il est remplacé en cours de saison par son adjoint José Dominguez, également ancien joueur du club (entre 1995 et 1997).
Le Sporting B disputa son premier match officiel de la saison lors de la première journée de championnat le 12 août 2013, sur la pelouse d'Oliveirense.
Dans une saison difficile pour l'équipe A, l'équipe B sauva l'honneur avec un très bon début de saison, notamment marqué par une place de leader, et une splendide victoire sur la pelouse de Benfica, en plein Estádio da Luz, sur le score de 3 à 1. Néanmoins, entre novembre et janvier, les résultats furent beaucoup moins probants, avec notamment plusieurs matchs nuls concédés à domicile.

### Sunil Chhetri, le coup médiatique du Sporting
Le Sporting a réalisé un gros coup marketing et médiatique en recrutant l'international indien Sunil Chhetri (58 sélections, 33 buts). Il est tellement idolâtré dans son pays que les matchs de l'équipe réserve du Sporting seront retransmis à la télévision en Inde. Ainsi, le Sporting espère également que certains matchs de l'équipe A seront diffusés, sans parler de la vente des produits dérivés.

### Un mélange de jeunesse et de joueurs un peu plus expérimentés
Cette équipe B a des allures de test final pour beaucoup de jeunes joueurs. Ainsi, on retrouve de nombreux joueurs qui faisaient partie de l'équipe des moins de 19 ans qui a remporté le championnat national en 2011-2012 comme Tiago Ilori, João Mário, Bruma, ou encore Iuri Medeiros, associés à des joueurs qui ont déjà une certaine expérience professionnelle comme Santiago Arias ou encore Diego Rubio.
Cependant, même avec un peu plus d'expérience, la plupart de ces joueurs restent très jeunes (moins de 25 ans).

### Dissolution de l'équipe en 2019
Lors de l'été 2019, le Sporting annonce la dissolution de son équipe réserve en deuxième division pour en créer une autre, dans l'optique du nouveau championnat des moins de 23 ans dont la saison d'inauguration est celle de 2019-2020.
Le 1er juillet 2019, Marco Santos est nommé entraineur assistant et Tiago Ferreira entraineur des gardiens.
L'équipe des moins de 23 ans du Sporting joue son premier match en Liga Revelacao le 12 août 2019 lors d'une victoire 1 but à 0 contre les moins de 23 ans de Braga grâce à un but contre son camp de Samú.
Le 27 septembre 2019, Leonel Pontes est nommé entraineur de l' équipe des mois de 23 ans. Pedro Ilharco est nommé deuxième assistant le 18 novembre 2019. Les têtes d'affiche de cette équipe sont Pedro Mendes (20 ans) et Joelson Fernandes (16 ans seulement). Les moins de 23 ans du Sporting sont une des meilleures équipes de leur catégorie et sont habitués à occuper la première place de leur championnat.